# Petites Pièces pour piano
Petites Pièces pour piano est une œuvre pour piano de Nadia Boulanger composée de 1914 à 1916.

## Présentation
Petites Pièces pour piano consiste en trois pièces pour piano vraisemblablement composées de 1914 à 1916.
Les manuscrits autographes de l'œuvre sont conservés à la BnF :
- manuscrit Ms. 19517 (1), daté et signé à la fin « 5 juin 1914 » ; le bulletin de déclaration à la SACEM, daté et signé par Nadia Boulanger le 8 janvier 1917, indique le titre « Petites pièces : en ré min. » ;
- manuscrit Ms. 19517 (2), avec un bulletin de déclaration du 8 janvier 1917 indiquant « Petites pièces : en ré min. » ;
- manuscrit Ms. 19517 (3), signé à la fin, pièce en si mineur.

D'autres petites pièces sont répertoriées mais elles sont inachevées.
Longtemps inédite, la partition est publiée par les éditions Alphonse Leduc (AL 30 793) en 2018. L'édition retient l'ordre : pièce en ré mineur, pièce en si mineur, pièce en ré mineur (celle datée « 5 juin 1914 »), « ce qui permet une alternance des tonalités [...] et des tempi (vif — lent — vif) », souligne la musicologue Alexandra Laederich. En outre, « la première pièce a été dotée d'un da capo, comme l'avait souhaité Nadia Boulanger sans l'indiquer pour autant en toutes lettres ». 

## Commentaires
Petites Pièces pour piano est d'une durée moyenne d'exécution de trois minutes quarante-cinq environ.
Alexandra Laederich relève qu'« émaillées d'éléments chromatiques et de quelques dissonances, ces pièces brèves ne portent aucune indication d'interprétation », supposant que les pages sont un premier jet sur lequel Nadia Boulanger n'est ensuite pas revenue.
Pauline Lambert, animatrice sur les antennes de Radio Classique, qualifie les pièces de « pages fluides et lumineuses, dont l'éclat est à peine terni dans la deuxième pièce par une mélancolie passagère ».
Dans le catalogue des œuvres de Nadia Boulanger établi par Alexandra Laederich, Petites Pièces porte le numéro NB 48.

## Discographie
- Mademoiselle - Première Audience : Unknown Music of Nadia Boulanger, Lucy Mauro (piano), Delos DE 3496, 2 CD, 2017[7] — premier enregistrement mondial.
- Sisters : Lili & Nadia Boulanger, Complete Piano Works, Johan Farjot (piano), Klarthe, 2021[8].
- Les heures claires : The Complete Songs : Nadia & Lili Boulanger, Anne de Fornel (piano), Harmonia Mundi HMM 902356.58, 3 CD, 2023[9].